# 劉頒
南豐王劉頒（5世紀—479年），名或作績，彭城郡蕭縣人，劉宋長沙景王劉道鄰之曾孫，興安肅侯劉義賓之孫，太守劉琨之子，南豐哀王劉朗繼子。

## 生平
劉宋昇明元年十二月壬申（478年1月12日），南豐王劉銑與生父劉韞一同被錄尚書事蕭道成誅殺。昇明二年十一月壬子（478年12月18日），劉頒出繼南豐哀王劉朗，襲封南豐縣王，食邑千戶。
昇明三年（479年），劉頒去世。同年，齊高帝代宋，劉頒的封國被削除。虽然本传没记载他的具体死因，但同年去世的刘宋诸侯王有多人，且《南史·宋本纪下第三》载“宋之王侯无少长皆幽死矣”。